# Las Mesas, Técpan de Galeana
Las Mesas är en ort i Mexiko.   Den ligger i kommunen Técpan de Galeana och delstaten Guerrero, i den södra delen av landet, 300 km sydväst om huvudstaden Mexico City. Las Mesas ligger 206 meter över havet och antalet invånare är 175.
Terrängen runt Las Mesas är kuperad. Runt Las Mesas är det ganska glesbefolkat, med 22 invånare per kvadratkilometer. Närmaste större samhälle är San Luis de La Loma, 8,0 km sydväst om Las Mesas. Omgivningarna runt Las Mesas är en mosaik av jordbruksmark och naturlig växtlighet.